# بتتروپ

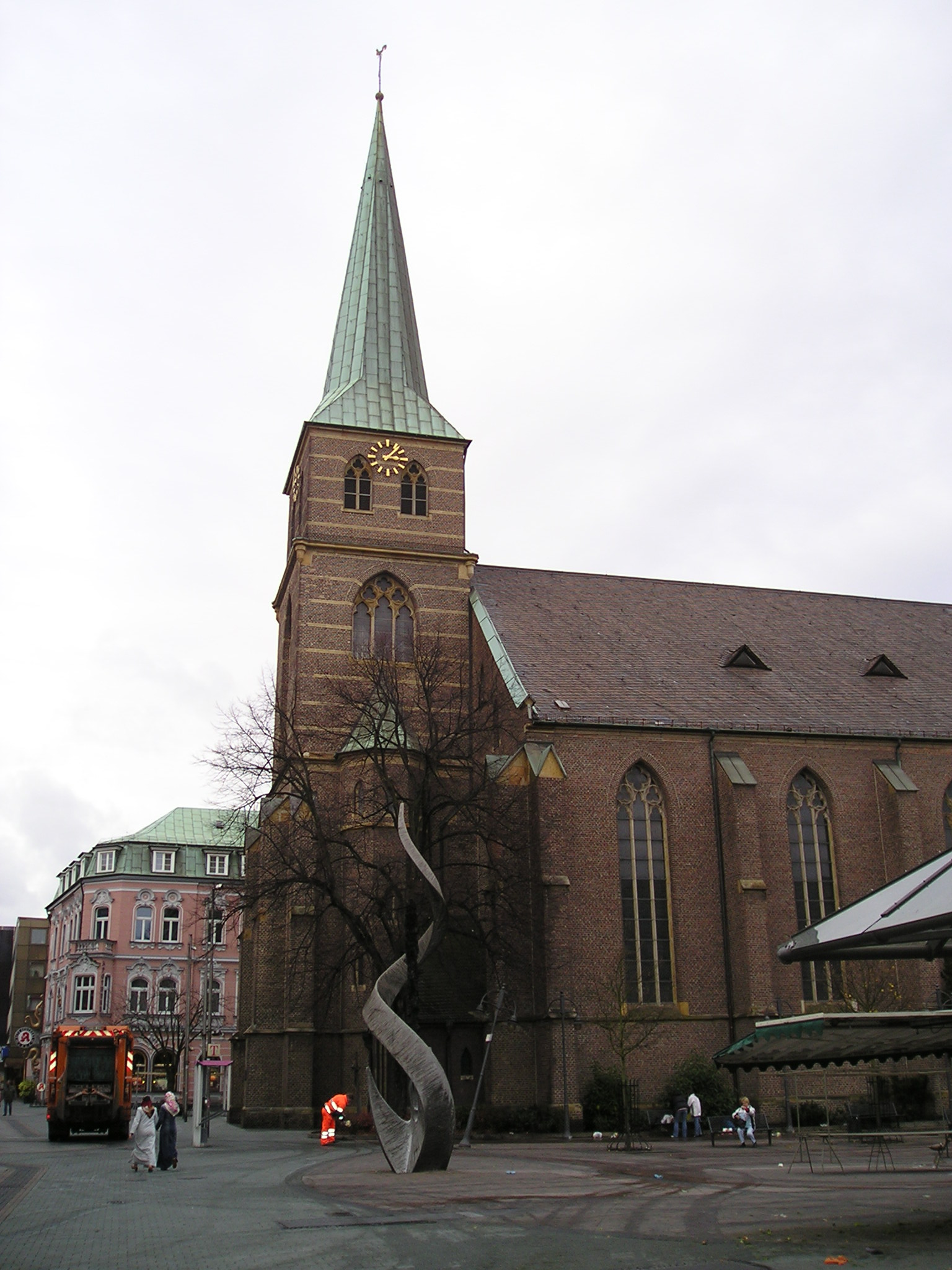
کلیسای کاتولیک سنت سوریاکوس

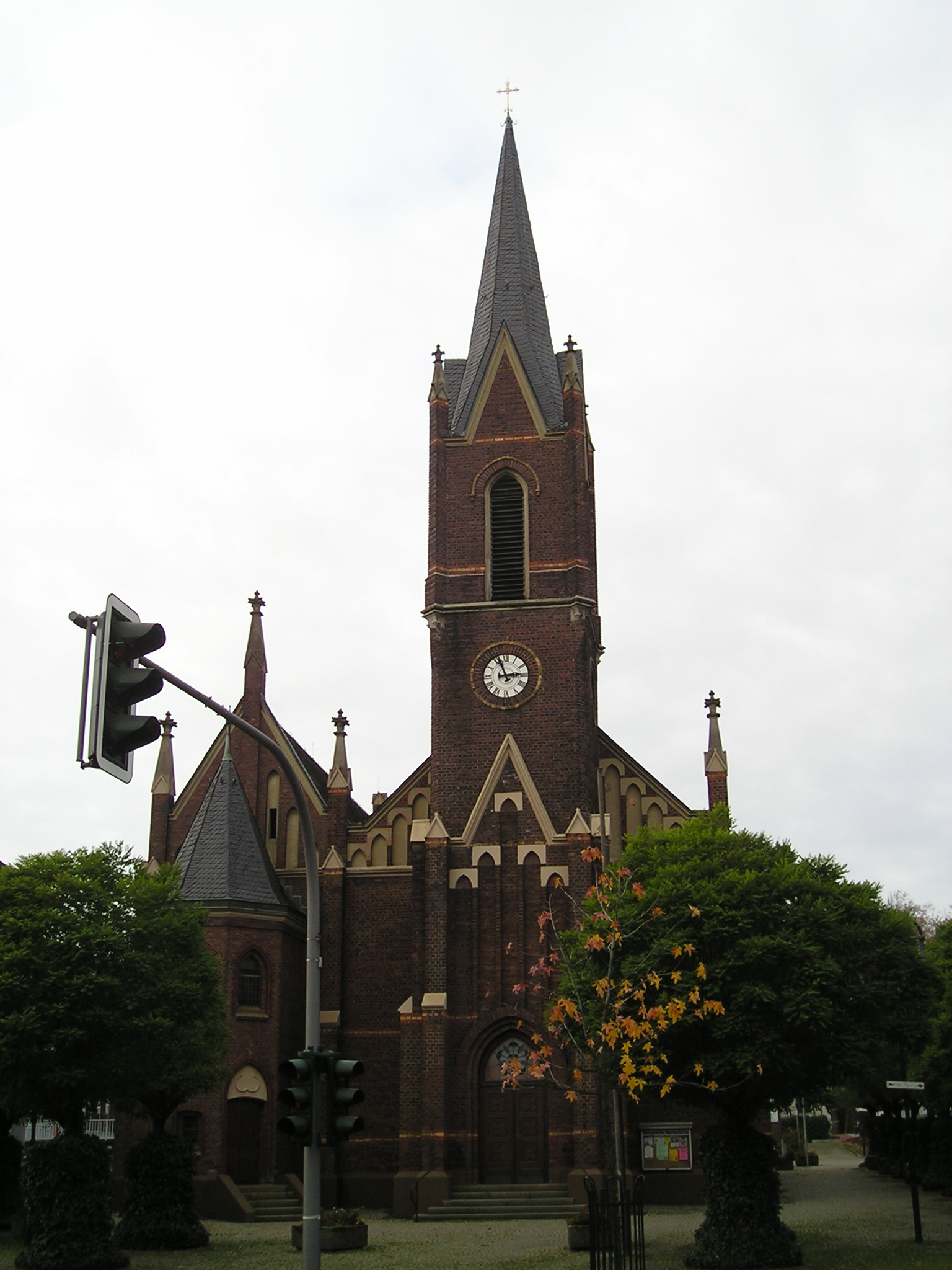
کلیسای پروتستان سنت مارتین

شهر بتتروپ در ایالت نوردراین-وستفالن در کشور آلمان واقع شده است.